# Волощенко Андрій Прокопович
Волошенко Андрій Прокопович (1883, с. Процівка (нині в межах міста Ромни) — 1959, Москва) — архітектор, художник.
Вчився грати на бандурі у кобзаря М. Кравченка. Ще студентом навчив грати на бандурі В. Овчиннікова. Разом виступали в Москві, також обидва є авторами мелодії всесвітньо відомого романсу на слова Михайла Старицького «Ніч яка місячна». Бандура була зразком для серійного виготовлення фірми Кальнус і Ко.